# Salmininae
La sottofamiglia Salmininae  comprende 4 specie di pesci d'acqua dolce tutti appartenenti al genere Salminus Agassiz, 1829, comunemente conosciuti nei luoghi d'origine come Dorado, appartenenti alla famiglia Bryconidae.

## Specie
Attualmente (2017) il genere comprende 4 specie:
- Salminus affinis
- Salminus brasiliensis
- Salminus franciscanus
- Salminus hilarii